# Казалволоне
Казалволоне (итал. Casalvolone) је насеље у Италији у округу Новара, региону Пијемонт.
Према процени из 2011. у насељу је живело 815 становника. Насеље се налази на надморској висини од 141 м.

## Становништво
| 1936. | 1951. | 1961. | 1971. | 1981. | 1991. | 2001. | 2011. |
| ----- | ----- | ----- | ----- | ----- | ----- | ----- | ----- |
| 1.822 | 1.646 | 1.383 | 1.072 | 905   | 797   | 812   | 867   |